# بخش بلومر، شهرستان مارشال، مینه سوتا
بخش بلومر (به انگلیسی: Bloomer Township) یک منطقهٔ مسکونی در ایالات متحده آمریکا است که در شهرستان مارشال، مینه‌سوتا واقع شده‌است.
 بخش بلومر ۹۴٫۳ کیلومتر مربع مساحت و ۹۲ نفر جمعیت دارد و ۲۴۸ متر بالاتر از سطح دریا واقع شده‌است.